# Frankenstein (mini-série)
Pour les articles homonymes, voir Frankenstein.
Frankenstein est une mini-série américaine en deux parties totalisant 204 minutes réalisée par Kevin Connor et diffusée les 5 et 6 octobre 2004 sur Hallmark Channel. C'est l'adaptation du roman Frankenstein ou le Prométhée moderne de Mary Shelley.

## Synopsis
Dans le Pôle Nord du XIXe siècle, un navire bloqué par le froid et les icebergs recueille un homme à l'agonie qui raconte d'étranges histoires à propos d'une créature qu'il aurait soigneusement confectionné à partir de plusieurs morceaux de cadavres. Selon ses dires, la créature aurait décimée toute sa famille et serait sur ses traces pour en finir avec lui…

## Fiche technique
- Titre : Frankenstein
- Réalisateur : Kevin Connor
- Scénario : Mark Kruger, d'après le roman de Mary Shelley
- Musique : Roger Bellon
- Montage : Jennifer Jean Cacavas
- Photographie : Alan Caso
- Casting : Gillian Hawser
- Production : James Wilberger, Robert Halmi Jr. et Larry Levinson
- Costumes : Barbara Lane
- Décors : Stano Mozny
- Direction artistique : Viera Dandova
- Origine : États-Unis
- Langue : anglais
- Format : couleur - 35 mm - 1,78:1 - Dolby Surround
- Année : 2004
- Genre : horreur, fantastique
- Type : mini-série
- Société de production : Hallmark Entertainment
- Durée : 204 minutes
- Dates de premières diffusions :
  -  États-Unis : 5 et 6 octobre 2004 sur Hallmark Channel
  -  France : 20 décembre 2005 sur M6

## Distribution
- Alec Newman (VF : Damien Boisseau) : Victor Frankenstein
- Luke Goss : la créature
- William Hurt (VF : Pierre Dourlens) : Professeur Waldman
- Donald Sutherland (VF : Jean-Pierre Moulin) : Walton
- Nicole Lewis (VF : Barbara Tissier) : Elizabeth Frankenstein
- Dan Stevens (VF : Sébastien Desjours) : Henry
- Julie Delpy : Caroline Frankenstein
- Jean Rochefort : Le vieil homme aveugle qui joue du violon
- Mark Thomson (VF : Gabriel Le Doze) : Alphonse Frankenstein
- Monika Hilmerová (en) : Justine
- Daniel Williams : William Frankenstein
- Tomáš Maštalír (sk) : le lieutenant
- Gordon Catlin : Père Baufort
- Vladimir Cerny : Maître Crewman
- Michael Walde-Berger (de) : Kirwin
- Edita Borsova : Agatha
- Ian McNeice : Professeur Krempe
- Andy Hryc : le magistrat
- Sonny Brown : Victor enfant
- Lianna Bamberg : Elizabeth enfant
- Samo Chrtan : Henry enfant

 Source et légende : version française (VF) sur RS Doublage